# Zwolnieni z Teorii
Zwolnieni z Teorii – platforma stworzona przez Fundację Zwolnieni z Teorii (dawniej Social Wolves). Projekt został ujęty na liście Forbes 30 Under 30 Europe, obok m.in. Adele i Malali Yousafzai, oraz wyróżniony w gronie Innovators Under 35 Poland.
Uczestnicy programu zakładają i realizują własne projekty społeczne przy wsparciu platformy zwolnienizteorii.pl. Po rejestracji użytkownik uzyskuje dostęp do praktycznych informacji z dziedziny zarządzania projektami i pokrewnych, które umożliwiają skuteczne działanie na rzecz rozwiązania wybranego problemu społecznego. Za zrealizowany w praktyce projekt uczestnicy uzyskują międzynarodowe certyfikaty biznesowe, sygnowane m.in. przez Project Management Institute ATP. W ciągu pierwszych dwóch lat działania programu skorzystało z niego 18 tysięcy osób, których działania dotarły do 5 milionów beneficjentów.

## Geneza
Zwolnieni z Teorii powstali jako odpowiedź na brak u młodych ludzi, wychodzących na rynek pracy, praktycznych kompetencji, co utrudnia im znalezienie pierwszego zatrudnienia. W badaniach pracodawcy wskazują, że brakującymi, a pożądanymi umiejętnościami są m.in. praca w zespole czy skuteczna komunikacja. Podczas udziału w programie uczestnicy mają za zadanie trenować te umiejętności, robiąc w rzeczywistości swój projekt społeczny. Jednocześnie, ucząc się dla siebie w praktyce, uczestnicy działają na rzecz innych. Adresuje to niski wskaźnik aktywności obywatelskiej polskiego społeczeństwa. Badanie unijnego Eurobarometru z 2011 wskazuje, że zaledwie 16% Polaków w wieku 15–30 lat angażuje się w wolontariat.

## Zasady
Uczestnicy realizują swoje projekty, działając w zespołach. Zespoły projektowe rywalizują ze sobą, zdobywając punkty i odznaki za poszczególne osiągnięcia, np. liczbę wzmianek medialnych, wysokość zebranego budżetu czy liczbę beneficjentów projektu. W 2014 r. Złote Wilki wręczał m.in. prezydent RP Bronisław Komorowski, w 2015 r. wicepremier i minister rozwoju Mateusz Morawiecki, w 2016 i 2017 wicepremier i minister nauki i szkolnictwa wyższego Jarosław Gowin, a w 2019 roku ambasador USA w Polsce – Georgette Mosbacher. Gośćmi specjalnymi Wielkiego Finału są też szefowie firm partnerskich Zwolnionych z Teorii, m.in. Google, Pracuj.pl czy Allegro.

### Kapituła Złotych Wilków
Najlepsze projekty zostają przedstawione kapitule, w której skład wchodzą osobistości polskiego świata biznesu, mediów i organizacji społecznych. Wybiera ona zdobywców „Złotych Wilków”, przyznawanych najlepszym projektom w danym temacie i formacie. Są one wręczane podczas dorocznego Wielkiego Finału Zwolnionych z Teorii. W skład kapituły w 2023 wchodzili:
- Paula Bruszewska – prezeska Fundacji Zwolnieni z Teorii
- Adam Bodnar – dziekan Wydziału Praca Uniwersytetu SWPS w Warszawie
- Andrzej Bulanda – architekt i konstruktor
- Gracjan Fiedorowicz – dyrektor FInansowy Grupy Pracuj
- Grzegorz Mazurek – rektor Akademii Leona Koźmińskiego
- Jacek Siwicki – prezes Enterprise Investors, mecenas Fundacji Zwolnieni z Teorii
- Jerzy Koźmiński – prezes Polsko-Amerykańskiej Fundacji Wolności
- Jędrek Witkowski – prezes Zarządu Centrum Edukacji Obywatelskiej
- Joanna Radziwił – dyrektorka Fundacji Opiekuńcze Skrzydła
- Jolanta Wiewióra – dyrektorka Zarządzająca w Banku Gospodarstwa Krajowego
- Krzysztof Bocian – członek Rady Fundacji Zwolnieni z Teorii
- Krystyna Starczewska – twórczyni i wieloletnia dyrektorka I SLO „Bednarska”
- Marcin Gaworski – CEO 180heartbeats + Jung v Matt
- Mariusz Truszkowski – założyciel Liceum w Chmurze
- Marta Mikliszańska – Head of Public Affairs & Sustainability, Allegro
- Michał Brański – Chief Strategy Officer Grupy WP
- Olga Brzezińska – prezeska Zarządu Fundacji Miast Literatury, Menedżerka i promotorka kultury
- Paweł Kastory – prezes grupy DDB Warszawa
- Piotr Wachowiak – rektor Szkoły Głównej Handlowej w Warszawie
- Magdalena Wątroba – radca prawny, counsel w Dentos

## Wyniki

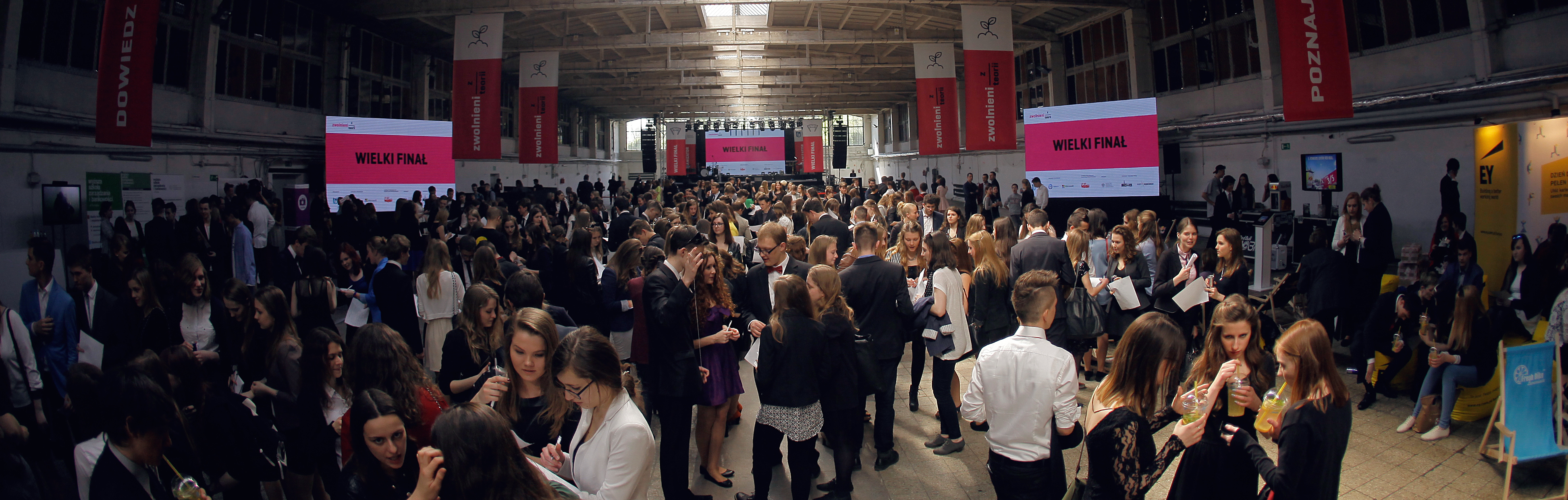
Wielki Finał Zwolnionych z Teorii 2015

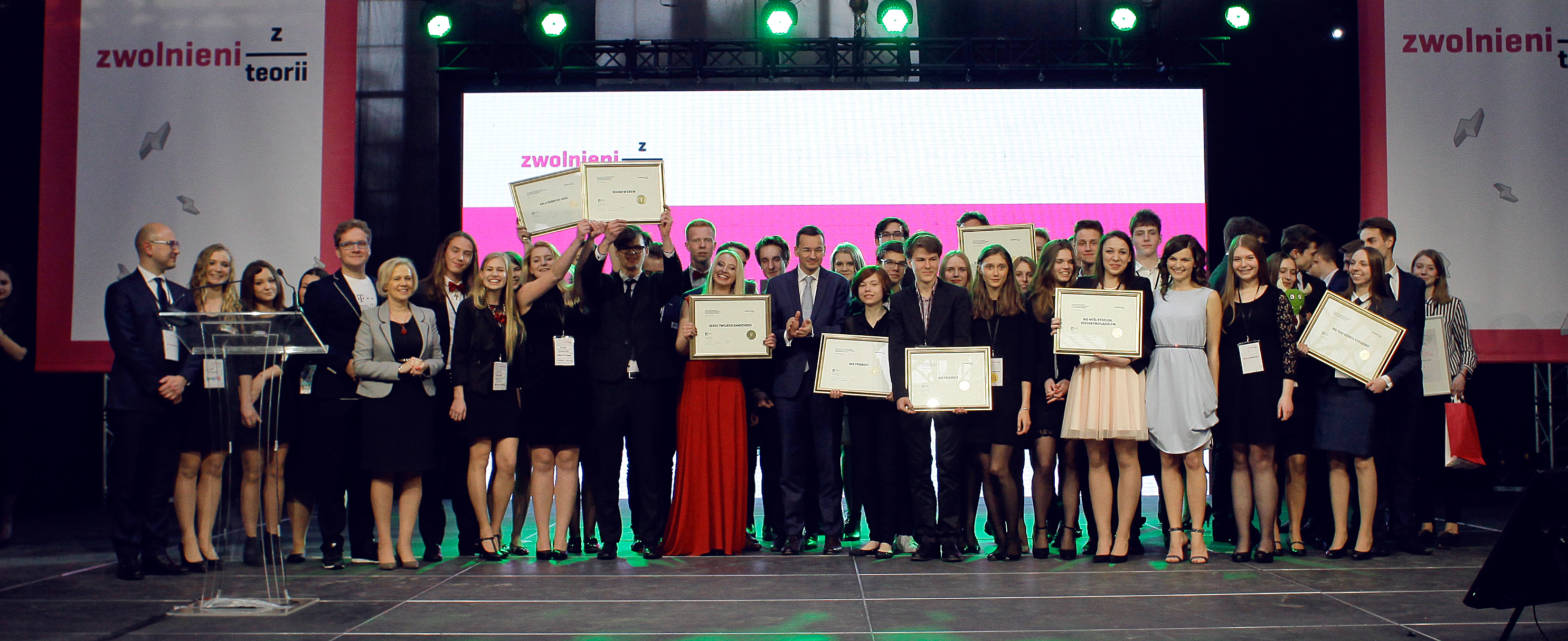
Wielki Finał Zwolnionych z Teorii 2016

Pierwsza edycja Zwolnionych z Teorii odbyła się w roku akademickim 2014/2015. W programie wzięło udział 7149 uczestników, z czego 1443 z nich ukończyło swoje projekty i zostało finalistami. W kolejnym roku do udziału zgłosiło się już 11 144 osoby, a finalistami zostało 2316 uczestników. Łącznie w całej Polsce powstało 850 projektów społecznych.
Główną nagrodą za wygranie olimpiady Zwolnionych z Teorii jest Złoty Wilk.

### Wielki Finał Zwolnionych z Teorii
| Wielki Finał | Rok       | Miejsce  | Data             | Gość główny          | Projekty społeczne | Finaliści |
| ------------ | --------- | -------- | ---------------- | -------------------- | ------------------ | --------- |
| I            | 2014/2015 | Warszawa | 23 kwietnia 2015 | Bronisław Komorowski | 339                | 1477      |
| II           | 2015/2016 | Warszawa | 23 kwietnia 2016 | Mateusz Morawiecki   | 507                | 2315      |
| III          | 2016/2017 | Warszawa | 20 czerwca 2017  | Jarosław Gowin       | 191                | 891       |
| IV           | 2017/2018 | Warszawa | 20 czerwca 2018  | Jarosław Gowin       | 341                | 1704      |
| V            | 2018/2019 | Warszawa | 24 kwietnia 2019 | Georgette Mosbacher  | 568                | 2942      |
| VI           | 2019/2020 | Online   | 17 czerwca 2020  | Marlena Maląg        | 847                | 4289      |
| VII          | 2020/2021 | Online   | 22 czerwca 2021  | Jadwiga Emilewicz    | 749                | 3824      |
| VIII         | 2021/2022 | Warszawa | 19 maja 2022     | Justyna Orłowska     | 1056               | 5096      |
| IX           | 2022/2023 | Warszawa | 21 kwietnia 2023 | Justyna Orłowska     | 1243               | 6226      |

## Nauczyciele Zwolnieni z Teorii
Nauczyciele Zwolnieni z Teorii to grupa nauczycieli ze szkół średnich edukujących przez praktykę. Urozmaicają oni tradycyjny program nauczania o realizację przez ich uczniów własnych projektów społecznych przeprowadzanych w ramach Olimpiady Zwolnieni z Teorii. 70% finalistów edycji 21/22 wskazało, że to nauczyciele zmotywowali ich do zrobienia projektu. Nauczyciele należący do grupy Nauczyciele Zwolnieni z Teorii mają bezpłatny dostęp do szkoleń, wsparcia eksperta oraz nowego narzędzia edukacyjnego wspieranego przez Google.org, które pozwalają lepiej wspierać uczniów i nawiązywać z nimi partnerską relację.

### Ranking Szkół Zwolnieni z Teorii
Zestawienie wyróżnia szkoły ponadpodstawowe, które wspierają uczniów w rozwoju kompetencji przyszłości i działaniu społecznym. Ranking powstał na podstawie wyników uczniów w Olimpiadzie Zwolnieni z Teorii. W Rankingu Szkół Zwolnieni z Teorii 2023 znajdują się wszystkie szkoły ponadpodstawowe spełniające jednocześnie dwa warunki:
1. minimum dwóch uczniów w szkole zrealizowało projekt w Olimpiadzie Zwolnieni z Teorii;
2. minimum jeden projekt zrealizowany, który jako swoją instytucję projektu wskazał daną szkołę.

### Jak uczyć przez praktykę – czyli implementacja projektów społecznych w szkole
W 2022 roku Fundacja Zwolnieni z Teorii wydała poradnik dla dyrektorów szkół ponadpodstawowych, w którym przeprowadzono analizę i przedstawiono możliwe sposoby implementacji metody prawdziwych projektów społecznych w szkołach średnich. Ukazano również usadzenie takiego systemu wychowawczego w przepisach prawa oświatowego.

## Nagrody
Autorzy programu zostali wielokrotnie nagrodzeni za wprowadzenie innowacyjnej metody nauczania (połączenie MOOC oraz działania w rzeczywistości) oraz zaangażowanie tysięcy młodych ludzi w Polsce do działania na rzecz lokalnych społeczności. Zarząd Fundacji Zwolnieni z Teorii został uznany za Social Innovator of the Year w Polsce w roku 2016 przez MIT Technology Review. W 2022 roku Prezeska Fundacji Paula Bruszewska została przyjęta do społeczności Ashoka Fellows, grupy wiodących innowatorów i przedsibiorców społecznych na świecie. „Wielki Finał” 2022 otrzymał nagrodę MP Power Awards, najważniejszą nagrodę branży eventowej w Polsce.

### Forbes „30 Under 30”
Założyciele projektu Zwolnieni z Teorii oraz członkowie zarządu Fundacji Zwolnieni z Teorii, Paulina i Marcin Bruszewscy, zostali w 2016 roku wpisani na prestiżową listę Forbes 30 Under 30 Europe w kategorii „Działalność społeczna” wśród najważniejszych przedsiębiorców społecznych w Europie. W 2018 roku Forbes Polska zdecydował się o wpisaniu ich na listę Forbes 30 Under 30 Poland, w drugiej edycji polskiego rankingu.

### Forbes „25 Under 25” Polska
Aż 7 laureatów (25% całej listy) wyróżnionych miejscem w rankingu Forbes „25 Under 25” była uczestnikami lub współpracownikami projektu Zwolnieni z Teorii.
- Aleksandra Chudaś – dyrektor zarządzająca „Zwolnieni z Teorii”
- Kamila Ciok – mentorka
- Kamila Stachowiak – laureatka Złotego Wilka
- Maciej Nadzikiewicz – laureat Złotego Wilka
- Michał Zieliński – ambasador
- Aleksandra Pedraszewska – laureatka Złotego Wilka
- Tomasz Bachosz – laureat Srebrnego Wilka